# Castilleja miniata
Castilleja miniata là loài thực vật có hoa thuộc họ Cỏ chổi. Loài này được Douglas ex Hook. mô tả khoa học đầu tiên năm 1838.
Đây là loài bản địa phía tây Bắc Mỹ từ Alaska đến Ontario đến California đến New Mexico, nơi chúng thường mọc ở những nơi ẩm ướt trong nhiều kiểu môi trường sống.
Loài hoa dại này là một loại cây cỏ sống lâu năm, cao tới khoảng 80 cm, mảnh mai và có màu xanh lục đến tím sẫm.

## Hình ảnh

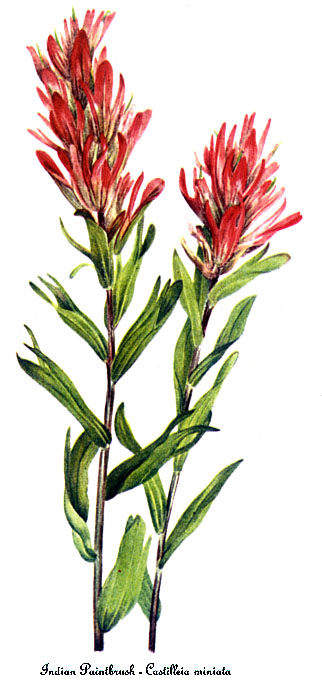
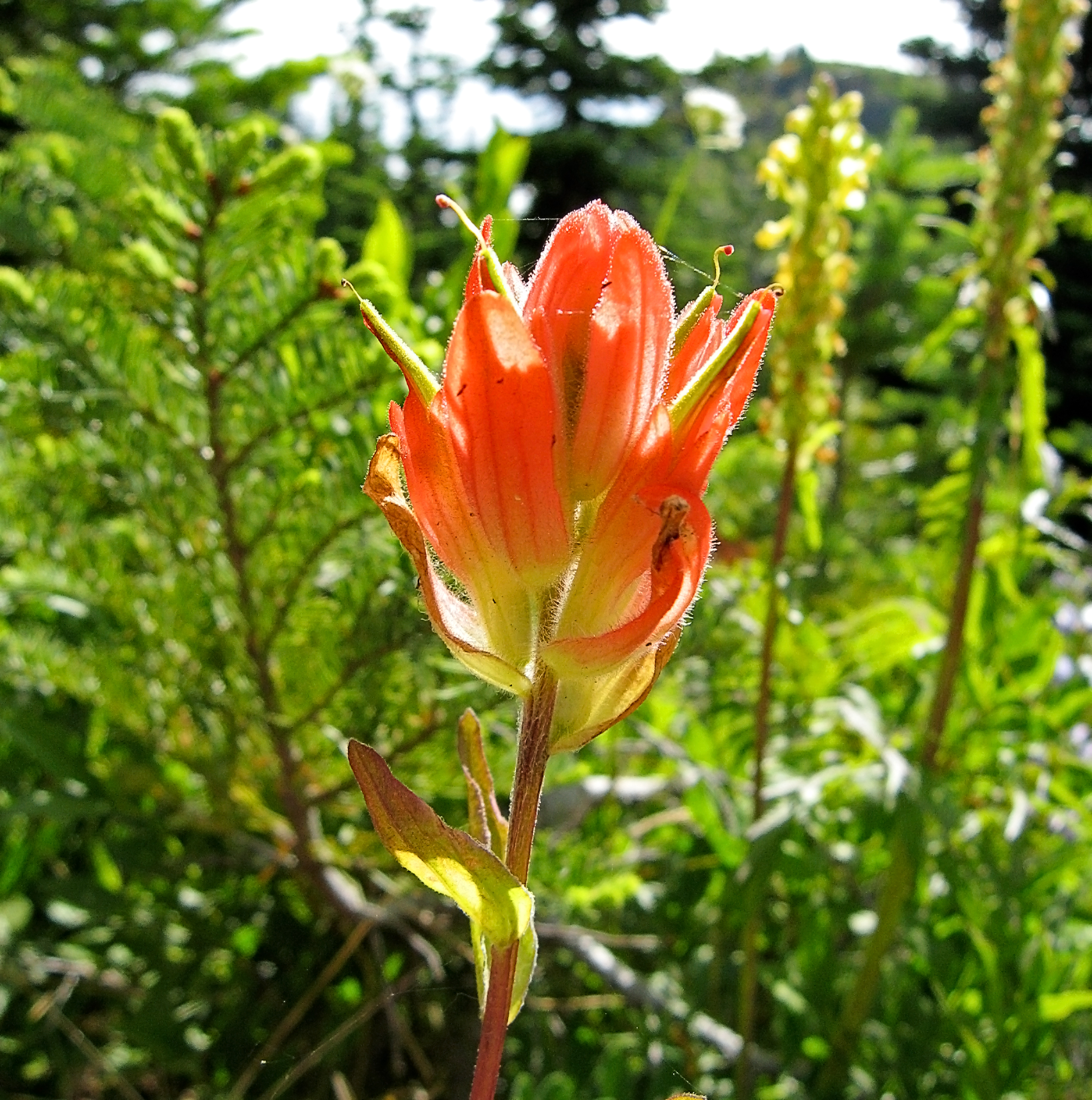
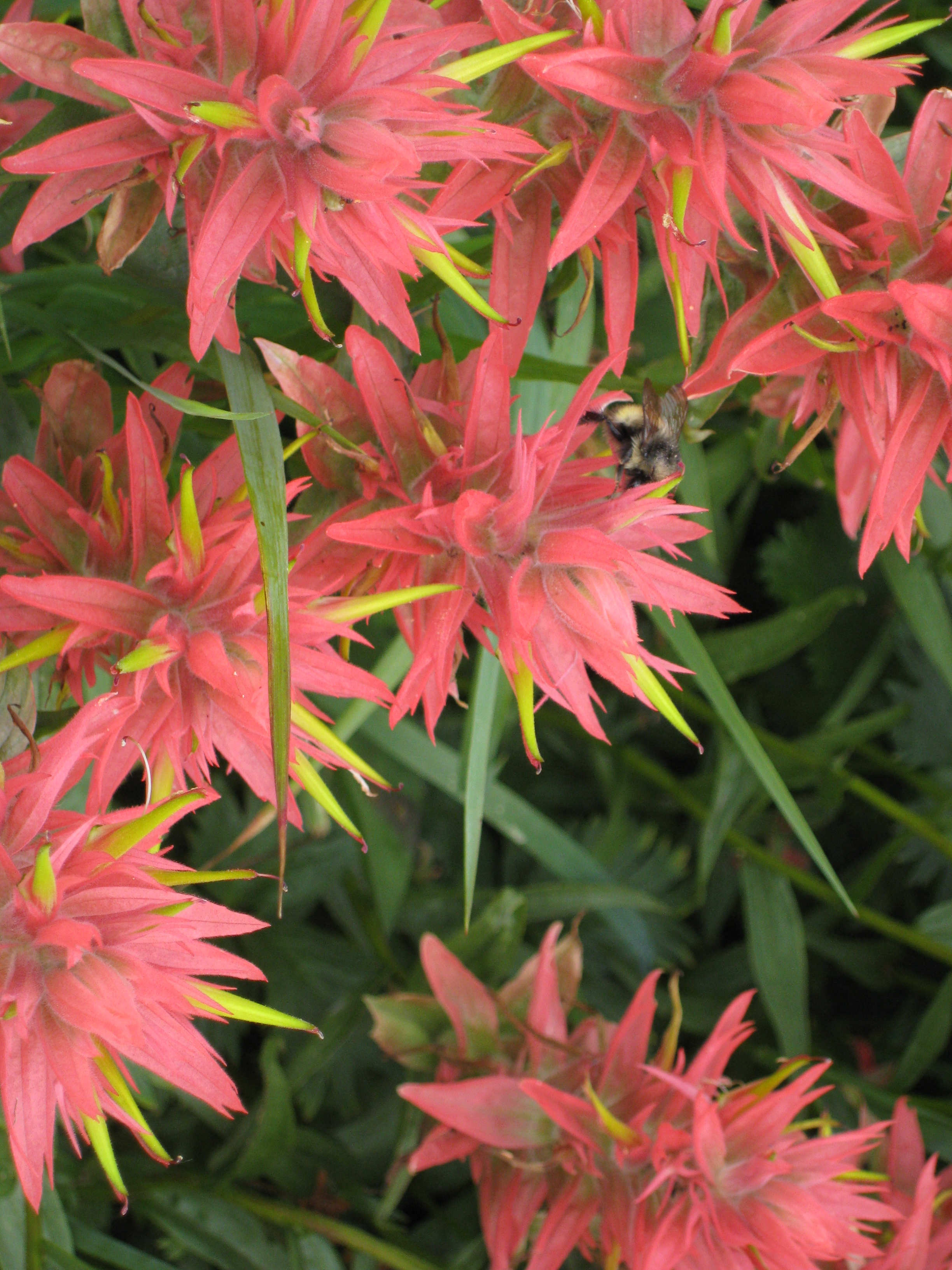
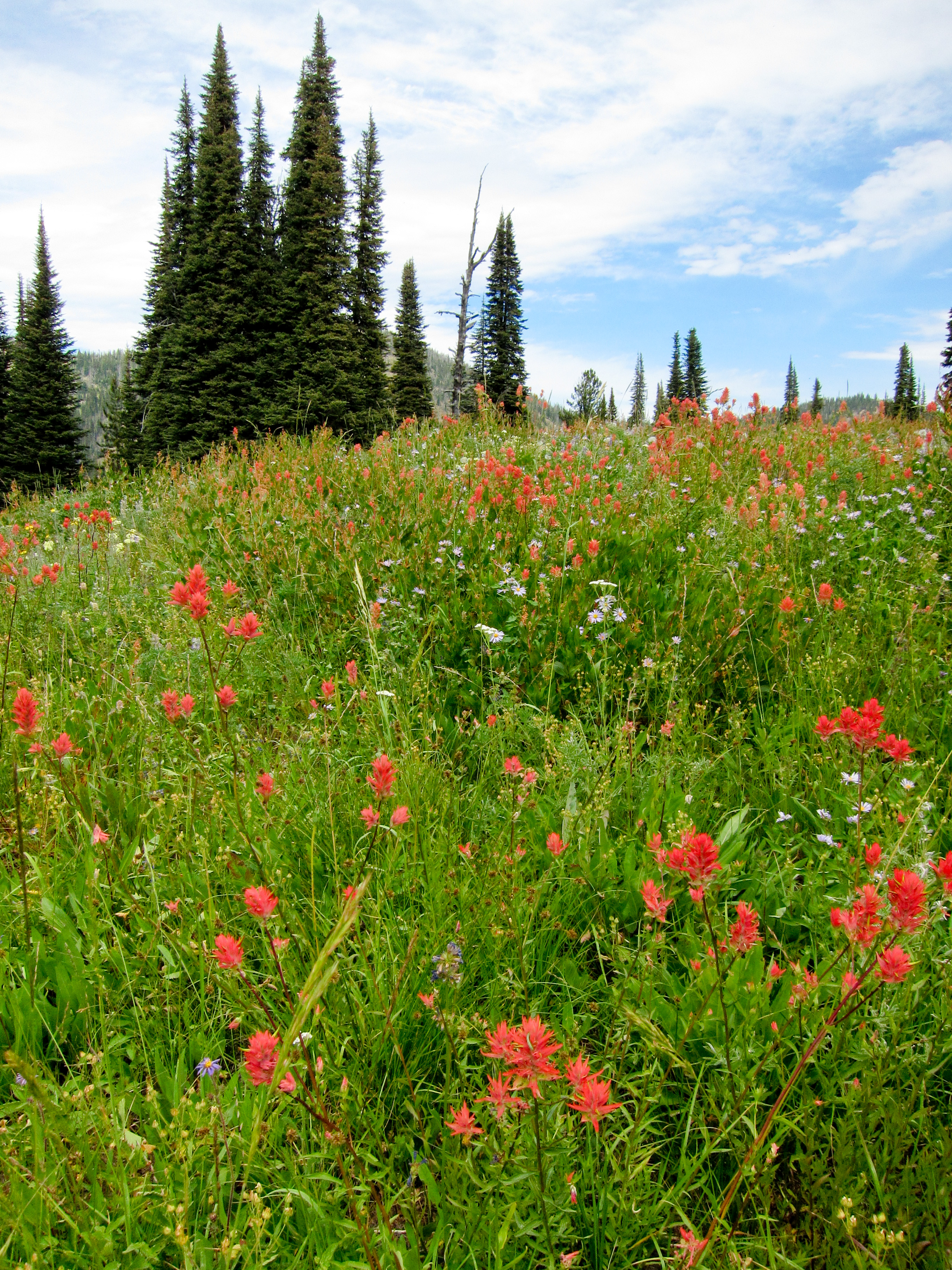